# Burni Senuk
Burni Senuk är ett berg i Indonesien.   Det ligger i provinsen Aceh, i den västra delen av landet, 1 600 km nordväst om huvudstaden Jakarta. Toppen på Burni Senuk är 2 071 meter över havet, eller 266 meter över den omgivande terrängen. Bredden vid basen är 3,5 km.
Terrängen runt Burni Senuk är kuperad norrut, men söderut är den bergig. Trakten runt Burni Senuk är nära nog obefolkad, med mindre än två invånare per kvadratkilometer. I omgivningarna runt Burni Senuk växer i huvudsak städsegrön lövskog.